# Trochulus oreinos
Trochulus oreinos is een slakkensoort uit de familie van de Hygromiidae. De wetenschappelijke naam van de soort is voor het eerst geldig gepubliceerd in 1915 door A.J. Wagner.